# Thạch Long, Thạch Thành
Thạch Long là một xã thuộc huyện Thạch Thành, tỉnh Thanh Hóa, Việt Nam.

## Địa lý
Xã Thạch Long nằm bên bờ hữu sông Bưởi, ở phía nam huyện Thạch Thành, có vị trí địa lý:
- Phía đông giáp xã Thành Hưng với ranh giới là sông Bưởi
- Phía tây giáp huyện Cẩm Thủy
- Phía nam giáp huyện Vĩnh Lộc
- Phía bắc giáp các xã Thạch Định, Thạch Bình.

Xã Thạch Long có diện tích tự nhiên 19,82 km², quy mô dân số năm 2022 là 11.479 người, mật độ dân số đạt 579 người/km². Các dân tộc chính sinh sống tại Thạch Long là Kinh và Mường.

## Lịch sử
Trước đây, địa bàn xã Thạch Long hiện tại bao gồm cả 2 xã Thạch Long và Thạch Đồng thuộc huyện Thạch Thành.
Ngày 5 tháng 7 năm 1977, huyện Thạch Thành sáp nhập với huyện Vĩnh Lộc thành huyện Vĩnh Thạch, 2 xã Thạch Long và Thạch Đồng thuộc huyện Vĩnh Thạch. Đến ngày 30 tháng 8 năm 1982, các xã trở lại trực thuộc huyện Thạch Thành vừa tái lập.
Ngày 29 tháng 1 năm 2004, một phần diện tích của xã Thạch Đồng được dùng bởi thị trấn nông trường Thạch Thành tách ra để thành lập xã Thạch Tân sau khi giải thể thị trấn nông trường.
Năm 2018, xã Thạch Long có 6 thôn, xã Thạch Đồng có 8 thôn. Ngày 11 tháng 7 cùng năm, Hội đồng nhân dân tỉnh Thanh Hóa khóa XVII thông qua Nghị quyết về việc sắp xếp thôn, tổ dân phố trên địa bàn tỉnh; trong đó có việc nhập thôn Đại Phong vào thôn Đại Dương. Sau sắp xếp, xã Thạch Đồng còn 7 thôn.
Năm 2022, xã Thạch Long có diện tích 10,45 km², dân số là 5.767 người, mật độ dân số đạt 552 người/km²; xã Thạch Đồng có diện tích 9,37 km², dân số là 5.712 người, mật độ dân số đạt 610 người/km².
Ngày 24 tháng 10 năm 2024, Ủy ban Thường vụ Quốc hội thông qua Nghị quyết số 1238/NQ-UBTVQH15 (có hiệu lực từ ngày 1 tháng 1 năm 2025). Theo đó, nhập toàn bộ diện tích và dân số của xã Thạch Đồng vào xã Thạch Long.

## Hành chính
Xã Thạch Long được chia thành 13 thôn, gồm 6 thôn đánh số từ 1 đến 6 cùng các thôn: Cự Môn, Duyên Linh, Đại Dương, Đồng Thịnh, Đồng Trạch, Phú An, Phú Ninh.